# Алфонсо Дейвис
Алфонсо Дейвис (на английски: Alphonso Davies) е канадски футболист на германския Байерн Мюнхен и националния отбор по футбол на Канада. Той играе предимно като ляв бек.

## Кариера

### Ранна кариера
На 15 юли 2016 г. Дейвис подписва договор с първия отбор на Ванкувър Уайткапс. Дебютира на следващия ден, като се превръща в най-младия дебютант в МЛС. Утвърждава се като водещ играч на канадския отбор.
Представянето му предизвиква голям интерес от страна на някои европейски грандове като английските Ливърпул, Манчестър Юнайтед и Челси.

### Байерн
На 25 юли 2018 г. става ясно, че през следващия зимен трансферен прозорец Дейвис ще се присъедини към отбора на Байерн. Прави дебюта си в Бундеслигата на 27 януари 2019 г. срещу Щутгарт. Отбелязва първия си гол на 17 март 2019 г. срещу Майнц 05.
На 25 февруари 2020 г. в мач от 1/8-финалите на Шампионската лига Дейвис изиграва много силен мач срещу Челси, като асистира на Левандовски при третия гол на Байерн.

## Постижения

### Байерн
- Шампион на Германия (4): 2018–19, 2019–20, 2020–21,2021–22
- Купа на Германия (2): 2018–19, 2019–20
- Суперкупа на Германия (3): 2020, 2021, 2022
- Шампионска лига (1): 2019-20
- Суперкупа на Европа (1): 2020
- Световно клубно първенство (1): 2020